# Стереолюбовь
«Стереолюбовь» — второй студийный альбом питерской группы «Animal ДжаZ».
Группа начала свою работу над этим проектом в июне 2003 года. Запись происходила сразу в нескольких студиях в Санкт-Петербурге.
Картинка, выбранная для оформления обложки альбома, когда-то использовалась как обои на рабочем столе домашнего компьютера дизайнера группы Никиты, и как раз в период разработки дизайна лидер группы Михалыч случайно увидел её — и выбрал как обложку для альбома.
Среди уже выходивших композиций в альбоме звучат «15» и «Марлен Дитрих», а также утяжелённые версии песен «Никому» и «Другое кино».

## Список композиций
| №   | Название             | Длительность |
| --- | -------------------- | ------------ |
| 1.  | «Стереолюбовь»       | 3:47         |
| 2.  | «Оранжевый Дао»      | 4:07         |
| 3.  | «Никому»             | 3:04         |
| 4.  | «Листопад»           | 3:19         |
| 5.  | «Америка»            | 2:27         |
| 6.  | «Побеги ресниц»      | 3:01         |
| 7.  | «Москва»             | 2:54         |
| 8.  | «Смейся»             | 2:46         |
| 9.  | «15»                 | 3:48         |
| 10. | «Глазами этого мира» | 4:52         |
| 11. | «Другое кино»        | 4:10         |
| 12. | «Марлен Дитрих»      | 2:14         |